# Jesus Salud
Jesus Salud (* 3. Mai 1963 in Sinait, Philippinen) ist ein ehemaliger philippinischer Boxer im Superbantamgewicht. Er wurde von Abel Sanchez trainiert.

## Profi
Am 28. Mai 1983 gab er erfolgreich sein Profidebüt. Am 11. Dezember 1989 wurde er Weltmeister der WBA, als er Juan José Estrada durch Disqualifikation in der 9. Runde besiegte. Diesen Titel hielt er, ohne ihn zu verteidigen, bis zum darauffolgenden Jahr.
Im Jahr 2002 beendete er seine Karriere.